# D. B. Weiss
Daniel Brett "D. B." Weiss (Chicago, Illinois, 1971. április 23. –) hatszoros Primetime Emmy-díjas amerikai író, forgatókönyvíró, producer és rendező. Legismertebb alkotása a David Benioffal közösen készített, az HBO-n 2011 óta futó Trónok harca című televíziós sorozat, melynek alapját George R. R. Martin a Tűz és jég dala című, több regényből álló fantasysorozata képezi.

## Fiatalkora
Weiss az egyesült államokbeli Chicagóban született egy zsidó származású családba. Felsőfokú tanulmányait a Connecticut állambeli Wesleyan Egyetemen végezte el. Mesterdiplomáját a dublini Trinity College egyetemen szerezte meg ír irodalom szakon. Diplomamunkáját James Joyce Finnegan ébredése (Finnegan Wake) című regényéből írta, valamint kreatív írás szakon is mesterdiplomával rendelkezik, melyet az Iowa-i Egyetemen kapott meg.

## Karrier
Weiss a New Line Cinema-nál olyan filmek elkészítésében vett részt személyi assisztensként, mint például a The Viking Sagas. Rövid ideig az Eagles együttes egyik alapító tagjának, Glenn Freynek az asszisztense volt. 1995-ben Dublinba költözött, hogy angol-ír irodalmat tanuljon. Itt ismerkedett meg David Benioffal, akivel később hatalmas tévés karriert futott be. Három év után, 1998-ban Weiss és Benioff a kaliforniai Santa Monicában találkozott újra.
Weiss és Benioff közösen megírta a The Headmaster című horrorfilm forgatókönyvét, ez volt a páros első közös munkája, azonban filmet végül nem készített belőle senki. 2003-ban felkérték a párost, hogy írjanak egy új forgatókönyvet Orson Scott Card amerikai író Végjáték (Ender's Game) című regénye alapján Wolfgang Petersen rendezővel együttműködve. A projektet végül elvetették és nem használták Weissék forgatókönyvét. Ugyanabban az évben elkészült Weiss első regénye Lucky Wander Boy címmel, amely a videójátékok világába kalauzolja az olvasókat.
2006-ban elkészítette a Halo című sci-fi videójáték-sorozat filmadaptációjának forgatókönyvét Alex Garland szövegkönyve alapján. 2007 végén azonban a film rendezője, Neill Blomkamp visszamondta a projektet.
Weiss egy olyan forgatókönyvön is dolgozott, amely a Legenda vagyok című horrorfilm előzményét mesélte el. 2011 májusában a rendező, Francis Lawrence azonban kijelentette, hogy nem gondolja, hogy az előzményfilm valaha is megvalósul.
Weiss 2007 óta egészen napjainkig David Benioff oldalán munkálkodik a Trónok harca című televíziós sorozat készítésén. A sorozat alapját George R. R. Martin a Tűz és jég dala című regénysorozata képezi. 2017. július 19-én az írópáros bejelentette, hogy a Trónok harca befejezése után újabb közös munkába kezdenek. Az eredetileg mozifilmként elgondolt Confederate végül televíziós sorozatként fog debütálni szintén az HBO képernyőjén.

## Magánélete
Weissnek és feleségének, Andrea Troyernek két gyermekük van, Leo és Hugo.

## Könyvei
- Lucky Wander Boy (2003)

## Filmográfia
- Trónok harca (Game of Thrones) (2011-jelen) – alkotó, vezető producer
- Felhőtlen Philadelphia (It's Always Sunny in Philadelphia) (2013) – Epizód: "Flowers for Charlie" – író
- The Specials (2014) – vezető producer[19]

## Rendezései
- Trónok harca (4. évad) – 1. epizód "Két Kard" ("Two Swords"). Társával, David Benioffal együtt rendeztek több epizódot is, de érmefeldobással döntötték el, hogy kit tüntessek fel az epizód rendezőjeként. Míg Weiss az előbbi epizódot kapta, addig Benioff a 3. évad "A büntetés útja" ("Walk of Punishment") című epizódját rendezte hivatalosan.[6]
- Weiss és Benioff közösen fogják rendezni a Trónok harca fináléját.[20]

## Díjak és jelölések
| Év   | Díj                           | Kategória | Alkotás      | Eredmény |
| ---- | ----------------------------- | --- | ------------ | -------- |
| 2011 | Emmy-díj                      | legjobb drámasorozat (megosztva nyolc további producerrel és vezető producerrel)                                                           | Trónok harca | Jelölve  |
| 2011 | Emmy-díj                      | Legjobb forgatókönyv drámai tévésorozathoz (megosztva veleː David Benioff) Epizódː Baelor ("Baelor")                                       | Trónok harca | Jelölve  |
| 2012 | Hugo-díj                      | Legjobb forgatókönyv — hosszú formátum (megosztva nyolc további producerrel és vezető producerrel) (Az első évadért)                       | Trónok harca | Elnyerte |
| 2012 | Emmy-díj                      | legjobb drámasorozat (megosztva kilenc további producerrel és vezető producerrel)                                                          | Trónok harca | Jelölve  |
| 2012 | PGA Award                     | Kimagasló produceri munka drámai tévésorozatban (megosztva velükː Carolyn Strauss, Frank Doelger, David Benioff, és Mark Huffam)           | Trónok harca | Jelölve  |
| 2012 | WGA Award                     | Kimagasló új sorozat (megosztva velükː Bryan Cogman, Jane Espenson, George R. R. Martin, és David Benioff)                                 | Trónok harca | Jelölve  |
| 2012 | SFX Award                     | Kimagasló új műsor (megosztva a szereplőgárdával és a csapattal)                                                                           | Trónok harca | Elnyerte |
| 2012 | SFX Award                     | Legjobb TV műsor (megosztva a szereplőgárdával és a csapattal)                                                                             | Trónok harca | Jelölve  |
| 2012 | Monte-Carlo TV Festival Award | Drámai tévésorozat: Kimagasló nemzetközi producer (megosztva velükː David Benioff, Frank Doelger, és Carolyn Strauss)                      | Trónok harca | Elnyerte |
| 2013 | PGA Award                     | Kimagasló produceri munka drámai tévésorozatban (megosztva velükː Frank Doelger, Carolyn Strauss, Bernadette Caulfield, és David Benioff)  | Trónok harca | Jelölve  |
| 2013 | WGA Award                     | Legjobb drámai tévésorozat (megosztva velükː David Benioff, George R. R. Martin, Bryan Cogman, és Vanessa Taylor)                          | Trónok harca | Jelölve  |
| 2013 | Emmy-díj                      | legjobb drámasorozat (megosztva tizenegy további producerrel és vezető producerrel)                                                        | Trónok harca | Jelölve  |
| 2013 | Emmy-díj                      | Legjobb forgatókönyv drámai tévésorozathoz (megosztva veleː David Benioff) Epizódː Castamere-i esők ("The Rains of Castamere")             | Trónok harca | Jelölve  |
| 2014 | Emmy-díj                      | legjobb drámasorozat (megosztva tíz további producerrel és vezető producerrel)                                                             | Trónok harca | Jelölve  |
| 2014 | Emmy-díj                      | Legjobb forgatókönyv drámai tévésorozathoz (megosztva veleː David Benioff) Epizódː Gyermekek ("The Children")                              | Trónok harca | Jelölve  |
| 2014 | Hugo-díj                      | Legjobb forgatókönyv — rövid formátum (megosztva velükː David Benioff és David Nutter) Epizódː Castamere-i esők ("The Rains of Castamere") | Trónok harca | Elnyerte |
| 2015 | Emmy-díj                      | Legjobb forgatókönyv drámai tévésorozathoz (megosztva veleː David Benioff) Epizódː Az Anya irgalma ("Mother's Mercy")                      | Trónok harca | Elnyerte |
| 2015 | Emmy-díj                      | legjobb drámasorozat (megosztva tizenegy további producerrel és vezető producerrel)                                                        | Trónok harca | Elnyerte |
| 2016 | Emmy-díj                      | Legjobb forgatókönyv drámai tévésorozathoz (megosztva veleː David Benioff) Epizódː Fattyak csatája ("Battle of the Bastards")              | Trónok harca | Elnyerte |
| 2016 | Emmy-díj                      | legjobb drámasorozat (megosztva tizenegy további producerrel és vezető producerrel)                                                        | Trónok harca | Elnyerte |

## Fordítás
- Ez a szócikk részben vagy egészben  a   D. B. Weiss című angol Wikipédia-szócikk fordításán alapul.  Az eredeti cikk szerkesztőit annak laptörténete sorolja fel. Ez a jelzés csupán a megfogalmazás eredetét és a szerzői jogokat jelzi, nem szolgál a cikkben szereplő információk forrásmegjelöléseként.